# Haraze Al Biar
Haraze Al Biar er et af de tre departementer, som udgør regionen Hadjer-Lamis i Tchad.
12°28′44″N 15°26′13″Ø / 12.4789°N 15.4369°Ø